# Fausto Pirandello

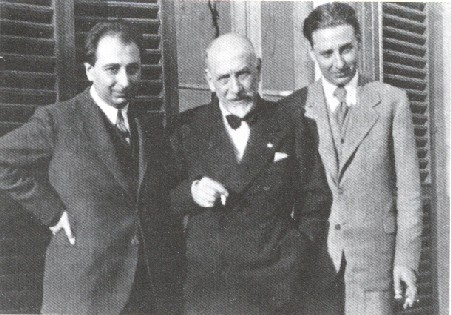
Fausto Pirandello (destra) col padre Luigi (al centro) e il fratello Stefano (a sinistra) nel 1931

Fausto Calogero Pirandello (Roma, 17 giugno 1899 – Roma, 30 novembre 1975) è stato un pittore italiano, figlio di Luigi Pirandello e uno dei rappresentanti della cosiddetta Scuola Romana.

## Biografia
Figlio ultimogenito di Luigi Pirandello e di Maria Antonietta Portolano, entrambi originari di Agrigento, nacque dunque dopo il fratello Stefano e la sorella Lia. Trascorse l'infanzia tra Roma e le vacanze in Sicilia, terra che gli infonderà la passione per quelle tonalità che saranno poi tra le caratteristiche inconfondibili della sua pittura.
Nel 1917 riceve la chiamata alle armi, tra i Ragazzi del ’99, ed è costretto ad interrompere gli studi classici anche se non viene immediatamente inviato al fronte per motivi di salute. Passa quindi il periodo della guerra in ospedale e un periodo di ricovero a Firenze. Dopo la guerra non riprende gli studi e manifesta la volontà di dedicarsi alla scultura anche se, sempre per problemi legati alla salute, sarà costretto ben presto a passare alla pittura (già praticata come svago in casa Pirandello, sia dal padre che dal fratello maggiore, Stefano).
Il suo primo insegnante d'arte è Sigismondo Lipinsky, scultore e incisore simbolista, presso il quale segue nel 1919 un corso di disegno della durata di un anno. È quindi del 1920 la decisione di lasciare definitivamente la scultura e dedicarsi interamente alla pittura. Nel 1922 si iscrive infatti alla Scuola d'Arte agli Orti Sallustiani, aperta a Roma da Felice Carena, Attilio Selva e Orazio Amato, che frequenterà fino al 1923. Qui conosce i pittori Emanuele Cavalli, Onofrio Martinelli e Giuseppe Capogrossi, con i quali trascorre lunghi soggiorni estivi ad Anticoli Corrado. Felice Carena è colui che introduce realmente Pirandello nel mondo di Anticoli Corrado, paese dell'Alta Valle dell'Aniene molto popolare fra gli artisti dell'epoca alla ricerca di paesaggi pittoreschi e modelle di posa, e dove nel 1924 Fausto apre il suo primo studio di pittura.
Nello stesso anno conosce ad Anticoli lo scultore Arturo Martini, appena giunto nel paesino al seguito del pittore e scultore statunitense Maurice Sterne, in qualità di collaboratore artistico. E ad Anticoli Corrado Fausto conosce anche Pompilia D'Aprile, già modella di posa per i pittori Francesco Trombadori e Amleto Cataldi, che sposerà nel 1927 (matrimonio mantenuto segreto al padre fino al 1930) e dalla quale avrà due figli, Pierluigi e Antonio.
Nel 1925 Pirandello fa la sua prima apparizione in pubblico alla III edizione della Biennale Romana, con l'opera Bagnanti e l'anno successivo alla XV Biennale Internazionale d’Arte della Città di Venezia, con Composizione, rassegna che lo vedrà esporre con continuità dal 1932 al 1942.
Nel 1927 Fausto Pirandello decide di stabilirsi a Parigi con la moglie Pompilia. Risiede a Montparnasse e prende un piccolo studio a Montrouge. Il viaggio è una vera e propria fuga, un tentativo di allontanarsi dai condizionamenti psicologici del padre ma anche un'occasione per esperire nuove soluzioni nell'ambito della sua pittura. A Parigi frequenta il gruppo degli Italiens de Paris (specialmente Giorgio De Chirico e Filippo de Pisis), conosce più da vicino le opere di Cézanne, dei cubisti (Picasso e Braque) e dei pittori della Scuola di Parigi (l'École de Paris) esposti nelle Gallerie più in vista della città. E nella Ville Lumière Fausto diventa padre di un maschio, Pierluigi, il 5 agosto 1928.
La sua prima esposizione parigina è insieme a Emanuele Cavalli e a Francesco Di Cocco, in casa della contessa Castellazzy-Bovy; in seguito alla Galerie Vildrac (1929), dove allestisce la sua prima vera personale e a cui segue una seconda personale all'estero, a Vienna, nel 1929.

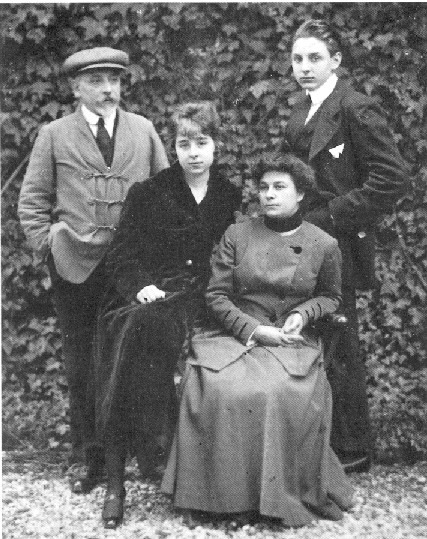
Fausto con i genitori Luigi e Maria Antonietta Portolano, la sorella Lietta (Roma, 1917)

Nel 1930 torna definitivamente a Roma con la moglie Pompilia e il figlio Pierluigi, prendendo dimora in via Valenziani, dove allestisce uno studio all'ultimo piano con vista sui tetti di Roma e dove soggiornerà fino al 1954 (si trasferirà in seguito in via degli Scialoja). Trascorre le estati con la famiglia ad Anticoli Corrado, dove Pompilia possiede ancora una casa, ambiente che gli ispirerà la maggior parte delle composizioni di paesaggio. Durante gli anni Trenta espone con frequenza alla Galleria di Roma, alle Sindacali del Lazio e alle Quadriennali Romane e si lega, pur mantenendo sempre un percorso individuale, all'ambiente della Scuola romana, all'interno della quale sarà più vicino al gruppo dei cosiddetti 'tonalisti' come Giuseppe Capogrossi, Emanuele Cavalli e Roberto Melli.
La perdita del padre Luigi (Premio Nobel nel 1934) avviene nel 1936 e l'anno successivo nasce a Roma il secondogenito di Fausto Pirandello, Antonio († 2006).
Nei primi anni Quaranta numerose sono le esposizioni e i riconoscimenti per la sua pittura, sia in Italia che all'estero: primo premio alla ‘II Mostra dello Sport’ (1940), personale alla sala delle Mostre d'Arte alle Terme di Roma (1941) e presso la Galleria Gian Ferrari di Milano (1942), dove tornerà ad esporre di frequente e poi ancora a Roma presso la Galleria del Secolo (negli anni 1944 e 1947).
I Pirandello resteranno a Roma fino al precipitare degli eventi bellici, nel 1942, anno in cui decidono di trasferirsi ad Anticoli Corrado: torneranno nella Capitale soltanto nel gennaio 1944. La residenza provvisoria questa volta è a Villa Medici, grazie ad un permesso speciale, dove Pirandello può continuare a svolgere l'attività pittorica in uno spazio a lui dedicato.
Nel dopoguerra si intensifica l'attività espositiva, con regolari partecipazioni alle Quadriennali Romane, alle Biennali di Venezia e presso Gallerie private, e non solo nelle città di Roma e di Milano. Nel 1947 Pirandello riceve la nomina di ‘Accademico residente dell'Accademia di San Luca', insieme a Giorgio De Chirico, Ferruccio Ferrazzi e Tullio Bartoli, segno della stima che si era sino ad allora conquistata nell'ambiente artistico romano e nazionale.
Durante gli anni Cinquanta partecipa a numerose esposizioni in Italia e all'estero e viene supportato dall'opera di critici come Virgilio Guzzi (che nel 1950 ne redige la prima monografia), Fortunato Bellonzi, Lionello Venturi, Nello Ponente, Raffaele Carrieri. Espone le sue opere in numerose ed importanti rassegne personali (come l'antologica di Palazzo Barberini, a Roma, nel 1951) e collettive in Italia e all'estero, ottenendo ancora molti riconoscimenti: riceve il Primo Premio alla VI edizione della Quadriennale Nazionale d'Arte di Roma del 1951, il Premio Gualino nell'ambito della XXVI Biennale di Venezia del 1952 (che gli dedicherà una sala personale nell'edizione del 1956), il Premio Marzotto, nel 1953, e nel 1957 il Premio del Fiorino. Nel 1955 Pirandello terrà la sua prima personale negli Stati Uniti, presso la Catherine Viviano Gallery di New York.

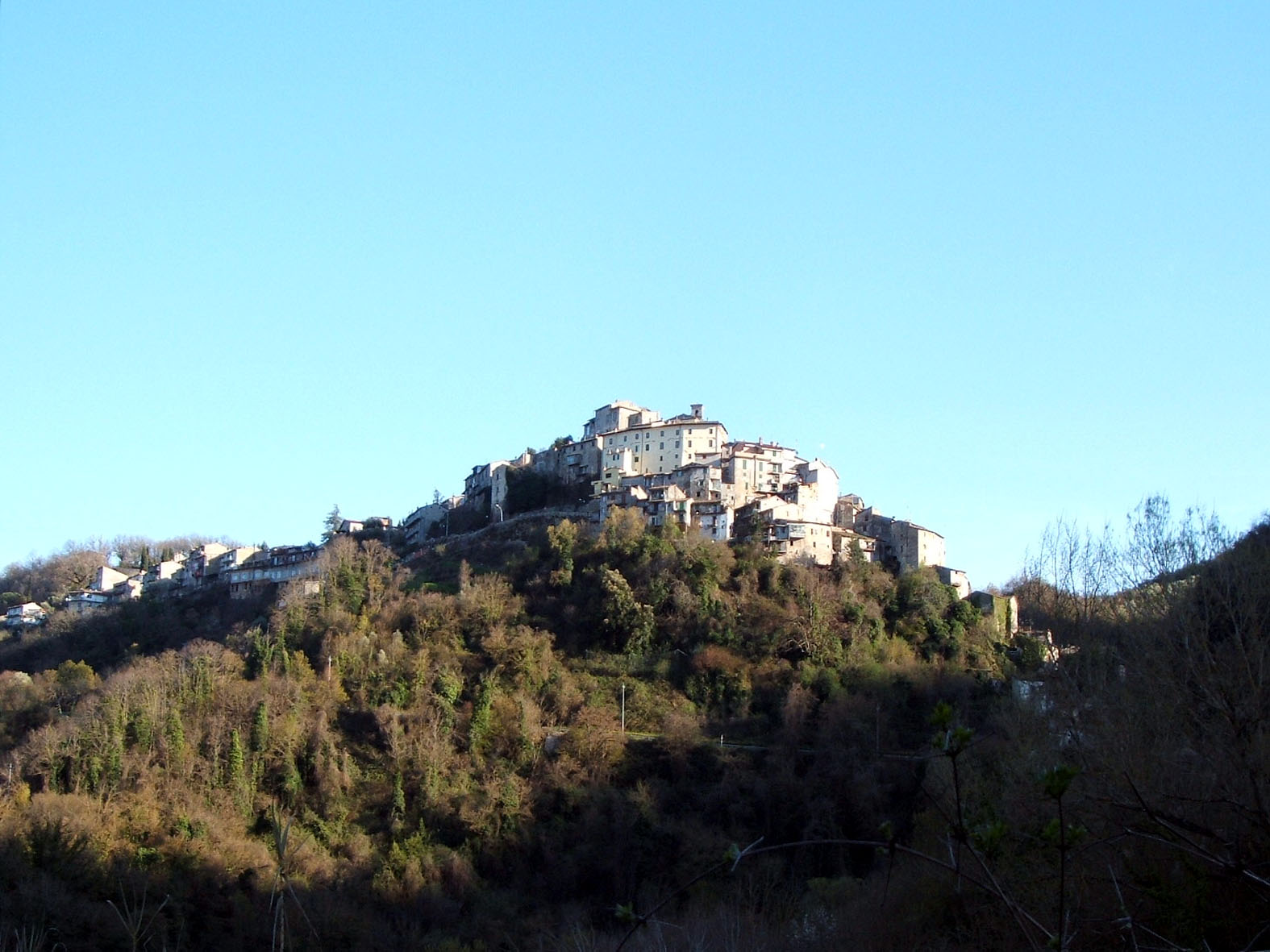
Anticoli Corrado, località di villeggiatura dei Pirandello

Per l'intensa attività artistica svolta fino ad allora, nel 1956 Fausto Pirandello viene insignito della Medaglia d'oro come benemerito della cultura e dell'arte dall'allora Presidente della Repubblica, Giovanni Gronchi. Sono questi gli anni in cui Pirandello si dedica anche alla scrittura d'arte su riviste del settore, come Quadrivio, La Fiera Letteraria e L'Europa Letteraria, sulle cui pagine partecipa attivamente al dibattito artistico nazionale dell'epoca.
Durante gli anni Sessanta sono ancora numerosi i riconoscimenti nazionali per la sua lunga carriera di artista: nel 1960 Pirandello è infatti tra i pittori della Scuola Romana premiati alla XIII Quadriennale Nazionale d'Arte di Roma, nel 1964 riceve il Premio Michetti e nel 1967 il Premio Villa.
Nel 1963-64 espone alla mostra Peintures italiennes d'aujourd'hui, organizzata in medio oriente e in nordafrica.
Fausto Pirandello muore nella sua città natale, Roma, il 30 novembre 1975, all'età di 76 anni, a seguito di un enfisema polmonare.
Fausto Pirandello si colloca tra gli esponenti della Scuola romana, ma distinguendosi da essi per originalità e ricerca solitaria. L'originalità della sua pittura è orientata verso un realismo del quotidiano che si manifesta negli aspetti anche più impietosi e spiacevoli, esprimendosi mediante una materia pittorica densa e scabra. La sua visione, sostanzialmente intellettualistica, traduce tuttavia il dato naturalistico anche più brutale in una sorta di realismo magico di sapore arcaizzante e metafisico
Il suo stile spazia dal cubismo, al tonalismo, a forme realistico-espressioniste: Gianfranco Contini parla ad esempio di «pittura espressionistica» in una lettera a Carlo Emilio Gadda Importante in questo periodo la sua partecipazione all'attività di Corrente di Vita. Le opere di Pirandello diventano pregevole testimonianza di un poeta che interpreta in pittura lo spirito indagatore e psicologico del padre Luigi.
Pirandello evolve il suo stile intorno agli anni cinquanta, riassorbendo le suggestioni dei modelli cubisti (Braque e Picasso), vivendo la difficile fase di travaglio che coinvolge tutta la pittura italiana, tra realismo e neocubismo, per giungere, attraverso deformazioni di tendenza espressionistica, a originali soluzioni formali a mezzo tra astrazione e figurazione La sua pittura ricerca una nuova definizione in cui si avverte molto forte il riferimento a una sintassi cubista nelle tassellature del colore e nelle composizioni in cui il dato narrativo perde via via importanza.
Numerose sono le mostre ed esposizioni tenute dall'artista nel corso della sua vita pittorica, dalle collettive alla Biennale di Venezia e alle Quadriennali romane, alle personali presso la Galleria della Cometa, Galleria del Secolo, Galleria di Roma. Tra le occasioni espositive del dopoguerra, da ricordare sono la vasta antologica all'Ente Premi Roma nel 1951, la personale del 1955 alla Catherine Viviano Gallery di New York e la personale alla Nuova Pesa di Roma, nel 1968.
Negli ultimi anni della sua vita si dedica con sempre maggiore frequenza alla tecnica del pastello, abbandonando gradualmente la pittura ad olio a causa dell'aggravarsi della malattia che lo porterà alla morte nel novembre del 1975. L'anno seguente la Galleria Nazionale d'Arte Moderna gli dedica un'importante retrospettiva, a riconoscimento dell'importanza del suo ruolo nell'arte italiana del Novecento.

### Pierluigi Pirandello
Primogenito di Fausto, avvocato per 50 anni e promotore culturale, Pierluigi Pirandello crea nel 2011 insieme a sua moglie Giovanna Carlino la "Fondazione Fausto Pirandello", realizzando importanti mostre itineranti delle opere del padre e in generale della Scuola romana sia in Italia che all'estero, oltre che cataloghi e un libro-intervista, scritto con Alfonso Veneroso, Il Pirandello dimenticato (2017), in cui racconta la vita di Fausto, le sue relazioni con il padre Luigi, il suo percorso artistico dalle prime esperienze  formative avute con le avanguardie pittoriche parigine fino all'approdo a Roma, il suo inserimento  tra i protagonisti  "Scuola Romana" e i premi ricevuti nelle grandi mostre d'arte,  la lotta di Fausto per uscire dall'ombra del padre, così da non essere dimenticato (da cui il titolo); il  libro - intervista diventa  uno spaccato del ruolo di questo grande pittore e un viaggio attraverso tre generazioni di un ramo della famiglia Pirandello  visti dalla prospettiva del testimone privilegiato che era proprio Pierluigi, l'ultimo della famiglia ancora in vita ad avere conosciuto il nonno Luigi, figlio, modello e osservatore attento dei tormenti e del percorso pittorico di Fausto Pirandello . L'ultimo nipote di Luigi Pirandello, Pierluigi, muore a quasi novant'anni, il 1º marzo 2018, a Roma e viene seppellito ad Anticoli Corrado. Nel settembre dello stesso anno, il Civico Museo d'Arte Moderna e Contemporanea di Anticoli Corrado ospita una mostra di opere di Fausto Pirandello in ricordo del figlio, curata da Manuel Carrera (direttore della Fondazione Fausto Pirandello), con ritratti inediti tra oli, disegni e pastelli.